# Jan ze Słupcy (ur. 1418)
Jan ze Słupcy (ur. w 1418 roku w Słupcy) syn Jana – kanonik katedry gnieźnieńskiej.

## Nauka
Nauki podstawowe pobierał w szkole parafialnej przy kościele św. Wawrzyńca, gdzie w latach 1466–1447 uczył go stryj Marcin. Po ukończeniu nauk w Słupcy został klerykiem, a następnie kanonikiem katedry gnieźnieńskiej, gdzie uczył się i dłuższy czas przebywał.

## Twórczość
Pozostawił po sobie zbiór łacińskich utworów pisanych najprawdopodobniej pod dyktando stryja Marcina, które są znane jako "Kodeks Jana ze Słupcy". Kodeks ten był znacznych rozmiarów, oprawiony w deski i skórę bez klamer i guzów. Składał się z 416 kart, pisany był w jedną kolumnę.
Za okładkę wewnętrzną służyła karta pergaminowa spisana w 1440 r. przez Jana ze słowami: "Et ego Jahannes Johannis de Slupczu dericus Gneznensis dioconis..."
Z kodeksu tego nauczono łaciny. Znaleziono w nim wiele objaśnień tekstów obfitujących w rymy polskie. Księga jest źródłem do poznania średniowiecznej polszczyzny i literackich zainteresowań ludzi z kręgu krakowskiego uniwersytetu.
W kodeksie Jana są elegie Owidiusza, apokryficzna opowieść o pogrzebie Chrystusa i wniebowstąpieniu. Są też ręką Jana przepisywane próbki średniowiecznych komedii, dzieło o przebiegłości niewieściej, streszczenie przebiegu wojny trojańskiej, baśnie o ośle, królewiczu i o zwierzątkach, wiersze okolicznościowe, erotyki i wiersze humanistów łacińskich.